# Uhorské
Uhorské és un poble i municipi d'Eslovàquia que es troba a la regió de Banská Bystrica.

## Història
La primera menció escrita de la vila es remunta al 1332.

## Demografia
| Godina             | 1994 | 2004   | 2014   | 2024   |
| ------------------ | ---- | ------ | ------ | ------ |
| Nombre de persones | 560  | 594    | 544    | 494    |
| Diferència         |      | +6,07% | −8,41% | −9,19% |

| Godina             | 2023 | 2024   |
| ------------------ | ---- | ------ |
| Nombre de persones | 506  | 494    |
| Diferència         |      | −2,37% |